# Atletica leggera ai XVIII Giochi del Mediterraneo - Mezza maratona femminile
La mezza maratona femminile ai XVIII Giochi del Mediterraneo si è tenuta il 30 giugno 2018 a Tarragona.

## Classifica finale
| Posizione | Atleta                 | Nazionalità | Tempo    | Distacco | Note |
| --------- | ---------------------- | ----------- | -------- | -------- | ---- |
| Oro       | Sara Dossena           | Italia      | 1h13'48  |          |      |
| Argento   | Marta Galimany         | Spagna      | 1h15'16  | +1'28"   |      |
| Bronzo    | Elena Loyo             | Spagna      | 1h16'20" | +2'32"   |      |
| 4         | Elvan Abeylegesse      | Turchia     | 1h18'47" | +4'59"   |      |
| 5         | Chirine Njeim          | Libano      | 1h19'08" | +5'20"   |      |
| 6         | Fadouwa Ledhem         | Francia     | 1h19'53" | +6'05"   |      |
| 7         | Tubay Erdal            | Turchia     | 1h20'58" | +7'10"   |      |
| 8         | Eleftheria Petroulaki  | Grecia      | 1h21'59" | +8'11"   |      |
| 9         | Lisa Marie Bezzina     | Malta       | 1h24'35" | +10'47"  |      |
|           | Hajiba Hasnaoui        | Marocco     | dnf      |          |      |
|           | Büşra Nur Koku         | Turchia     | dnf      |          |      |
|           | Slađana Perunović      | Montenegro  | dnf      |          |      |
|           | Samira Mezeghrane-Saad | Francia     | dnf      |          |      |
|           | Somaya Bousaid         | Tunisia     | dnf      |          |      |